# Franco Venturini (drammaturgo)

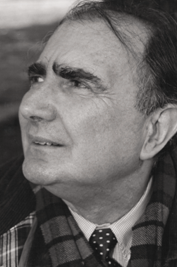
Il commediografo, regista e attore Franco Venturini

Franco Venturini (Roma, 11 maggio 1937 – Roma, 17 febbraio 2024) è stato un regista, attore, sceneggiatore e drammaturgo italiano.

## Biografia
Franco Venturini nacque a Roma l'11 maggio 1937, figlio d'arte: il nonno Domenico fu un commediografo e dantista, così come il bisnonno, Domenico Venturini.
A 18 anni allestì, con una compagnia di giovani, Gli innamorati di Goldoni.
Nel 1958 si trasferì in Francia, a Parigi, dove scrisse il romanzo epistolare Werther moderno, ispirato a I dolori del giovane Werther di Goethe.
Tornato a Roma, rappresentò al Teatro dei Satiri la tragedia Da Gesù a Cristo, per la regia di Paolo Paoloni, con la partecipazione di Sergio Ammirata.
Successivamente si spostò in Germania, prima a Lieser (Bernkastel), poi a Mönchengladbach e infine a Düsseldorf, dove restò fino al 1977 e dove mise in scena  la sua tragedia Jan Palach il cecoslovacco. Sempre a Düsseldorf si diplomò regista e attore presso la scuola di Nora Hensgstenberg.
Tornò a Roma nel 1978 dove fondò il Teatro Cantina "Catacombe 2000" nel quale svolse un'intensa attività teatrale e cinematografica, allestendo soprattutto opere del suo repertorio.
Nel 1989, in collaborazione con l'attrice Federica De Vita, fondò l'Università dello Spettacolo di Roma, autorizzata dalla Regione Lazio per la formazione professionale di attori, e la Compagnia “Venturini- De Vita”, che mise in scena spettacoli classici e moderni.
Nel 2007, sempre insieme a Federica De Vita a cui si aggiunsero Chiara Conti e il fratello Maurizio Venturini, fondò nei pressi del Colosseo il Teatro Flavio, nuova sede in cui operò come regista, attore e autore.
Il Teatro Flavio funziona attualmente anche come cinema, con proiezioni di film, rassegne e documentari: Franco Venturini, oltre all'attività teatrale, diresse diciannove lungometraggi, dei quali scrisse soggetti e sceneggiature, oltre a parteciparvi nel ruolo di attore protagonista o co-protagonista.
Gravemente malato, morì a Roma il 17 febbraio 2024 all'età di 86 anni.

## Opere letterarie

### Teatro
- Da Gesù a Cristo (1964)
- Ian Palach (1975)
- Commedia del divorzio (1976)
- Cristo a Praga (1979)
- Eloi eloi lama sabactani (1980)
- Triste Trist'ano (1980)
- Svoboda – Libertà (1980)
- Triste Trist'ano ha rapito Moro (1981)
- Triste Trist'ano e la festa della strage (1981)
- Otello (1981)
- Cantieri navali Lenin (1982)
- Triste Trist'ano prigioniero politico (1983)
- Ma perché sono così gnurante (1985)
- Una donna per l'accoppiamento (1985)
- Il pagliaccio col carrozzino (1985)
- Alla cerca del circo perduto (1986)
- Il senso che ti sfugge (1989)
- Caccia all'ombra (1989)
- I semi di Uccia (1991)
- La quadratura del cerchio (1992)
- All'età tua credi ancora all'amore? (2001)
- Il Timeo N. 3 (2001)
- L'albergo della donna sbattuta sul tavolo (2009)

#### Opere con Federica De Vita
- La vera storia di Ettore Majorana (1990)
- Solo per virtuosi (1991)
- Colpo di scena (1992)
- Lo stilita (1997)
- Molto divorzio per nulla (1997)
- Fuga dal dolore (1997)
- Timeo (1998)
- Nulla accade a caso (1998)
- Quegli strani semi di Uccia (2000)

### Poesia
- Respiri e Sospiri (1963 – raccolta di poesie)
- Caino (1979 – dramma in versi)

## Adattamenti teatrali
- Amleto (1979 – da Shakespeare)
- Agamennone (1989 – da Eschilo)
- L'amica delle mogli (2011 – da Pirandello)
- Il matrimonio per forza (2018 - da Moliere)
- Le serve (2023 - da Jean Genet)

## Filmografia
- Molto divorzio per nulla (2001)
- All'età tua credi ancora all'amore? (2004)
- Nulla accade a caso (i semi di Uccia) (2006
- Da Gesù a Cristo (2010/2011)
- Messaggio del Padreterno all'umanità (2013)
- Metodo Stanislavskij (2014)
- Serafina Balsamo (2015)
- La vendetta del mago (2016)
- La nota stonata (2017)
- Un'aquila chiamata Priscilla (2018)
- Mulier futura (2019)
- Cave Gurum (2020)
- Una farfalla tra le iene (2021)
- Storia di Candida (2022)
- Buon viso a cattivo gioco (2023)
- Whatever it takes (2024)

| Controllo di autorità | SBN SBNV108977 |